# Nokia E6
Nokia E6-00, znana także jako Nokia E6 – biznesowy smartfon o układzie klawiatury QWERTY należący do Nokii E series. Jest to drugi smartfon oparty na Symbianie^3 z pełną klawiaturą QWERTY po Nokii E7.
W porównaniu do Nokii E7, smartfon charakteryzuje się wbudowanym slotem na karty pamięci MicroSDHC i bardzo długo działającą baterią (nawet do 31 dni na jednym ładowaniu), lecz brakuje wyjścia HDMI i ma mniejszy wyświetlacz.
Smartfon ten jest ostatnim telefonem Nokii z klawiaturą QWERTY działającym pod kontrolą Symbiana.
Poprzednikiem Nokii E6-00 z serii E (zawierających biznesowe smartfony) była Nokia E72 wprowadzona w październiku 2009 roku. Zarówno Nokia E71 i E72 zbierały bardzo przychylne recenzje od dziennikarzy, toteż podążając za tym, Nokia zapowiedziała kolejny smartfon - E7, który charakteryzował się tym razem wysuwaną klawiaturą. Pół roku po tym zaprezentowano Nokię E6, która kontynuowała wygląd biznesowych smartfonów z E serii.
Pierwsze informacje o Noki E6-00 pochodzą od developerów z wczesnego stycznia 2011 roku. Urządzenie nie zostało jednak zaprezentowane na Mobile World Congress w Barcelonie (14–17 lutego 2011), lecz dopiero na specjalnym spotkaniu nazwanym "Discover Symbian", 12 kwietnia 2011 roku wraz z Nokią X7 i aktualizacją Symbiana. Nokia E6 została wyceniona na 429€.
W porównaniu do Nokii E5 E71 i E72, E6-00 charakteryzuje się wykorzystaniem ekranu pojemnościowego z wysokim zagęszczeniem pikseli (326ppi) i 5-punktowym wielodotykiem wykonanym w technologii TFT czego nie posiadają wyżej wymienione smartfony także z klawiaturą QWERTY. Nokia E6 ma również bardziej zaawansowany układ optyczny głównego aparatu.

## System operacyjny
- Symbian OS

### Platforma deweloperska
- Nokia Belle Refresh
- Symbian Anna od wersji oprogramowania 22.014.
- Nokia Belle od wersji oprogramowania 111.130.0625

### Produkt ID
- 0x20023767 for RM-609

## Wygląd

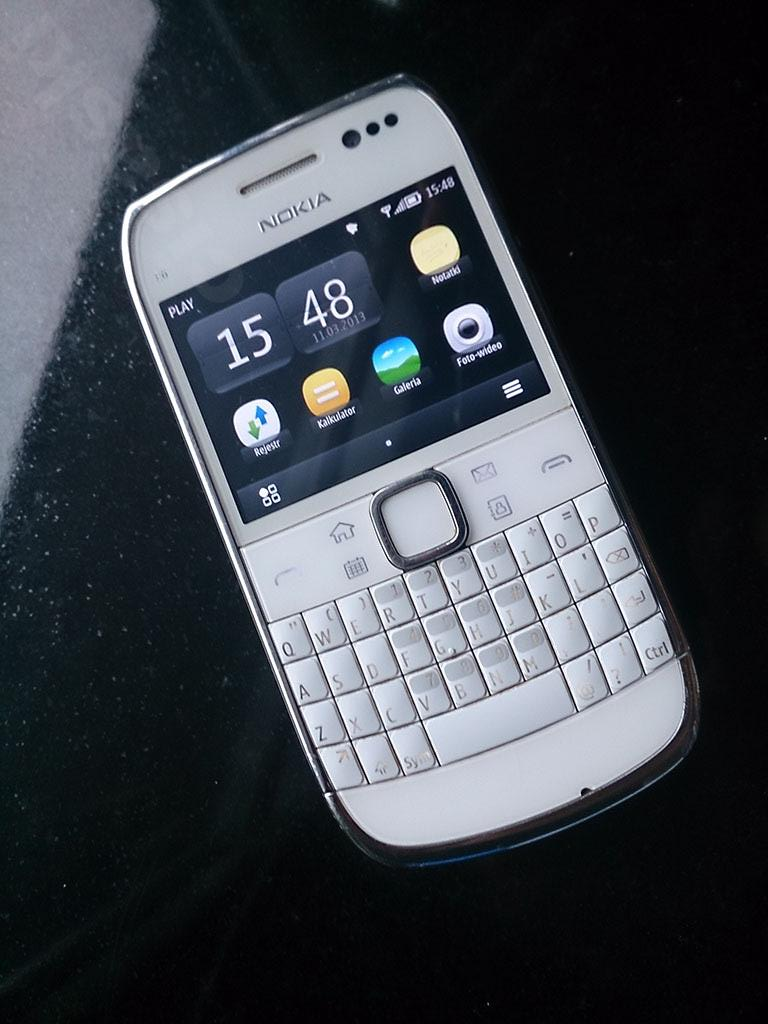
Nokia E6-00 w białej wersji kolorystycznej.

### Wymiary
- rozmiar: 115.5 x 59.0 x 10.5 mm
- waga (z baterią): 133 g
- objętość: 66 cm³

### Przyciski i metody wprowadzania
- Pełna klawiatura o układzie klawiszy QWERTY w 24 wariantach
- Przyciski: przycisk zasilania, suwak blokady telefonu, 3 przyciski regulacji głośności, klawisze: wiadomości, kalendarz, kontakty, home, 5-kierunkowy joystick, czerwona i zielona słuchawka
- Pełna obsługa dotykiem dla wprowadzania tekstu i kontroli interfejsu użytkownika
- Ekranowa klawiatura alfanumeryczna i QWERTY w układzie pionowym jak i poziomym
- Przystosowany do użytkowania z pojemnościowym stylusem
- Pełnoekranowe metody wpisywania ręcznego
- Pismo ręczne dla języka chińskiego

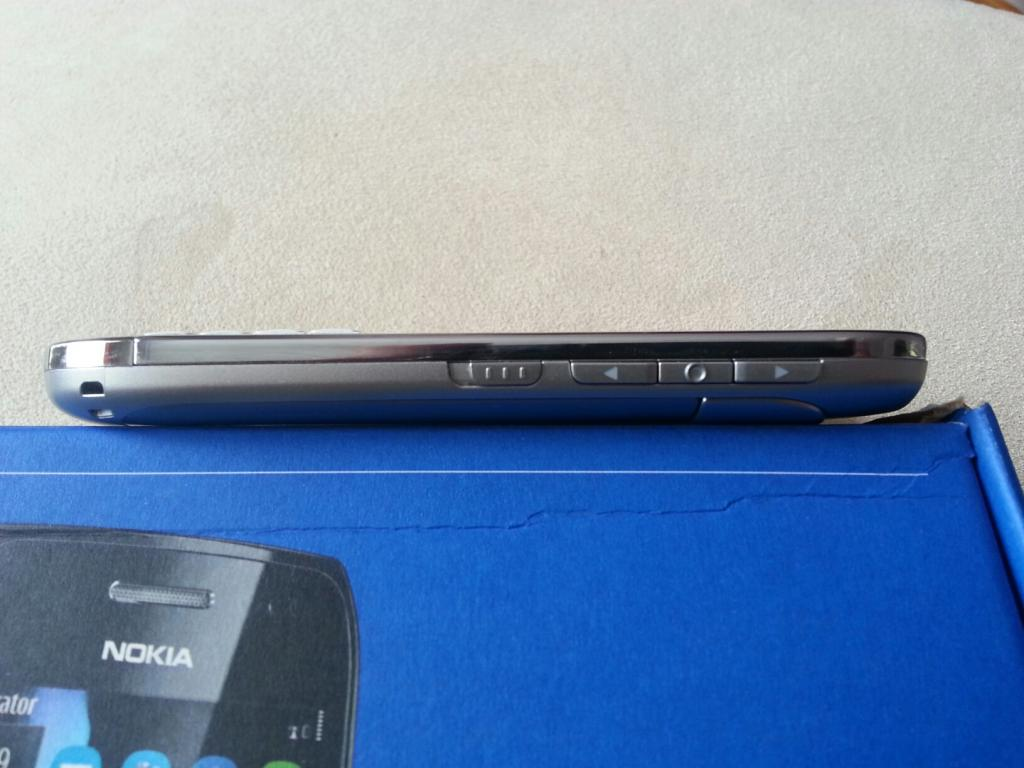
Prawa strona Nokii E6

### Obudowa
- Typ: Klasyczny (bar)
- Stal szlachetna (Stainless steel) z tyłu urządzenia w kolorach Silver i Black
- Szkło Gorilla® Glass na całym przednim panelu dostępne w kolorach: White, Silver i Black
- Ramka przedniego panelu ze stali szlachetnej (z wyjątkiem dolnej części - pod klawiaturą - zakrywającej anteny, która wykonana jest z tworzyw sztucznych)

### Ekran
- Rozmiar: 2,46"
- Technologie: TFT, Corning® Gorilla® Glass
- Rozdzielczość: 16:10 nHD (640×480 pixeli)
- Głębia kolorów: 24 bitowa (16 777 216 kolorów)
- Liczba pikseli na cal: 325 ppi
- Kontrast: 1631:1 (nominal)
- Producent Sharp

### Dotyk
- Pojemnościowy
- Atmel maXTouch
- multitasking przy dziesięciu jednoczesnych dotknięciach
- minimalny odstęp dla multitaskingu to 10mm
- rozdzielczość 12 bitów
- zaawansowana redukcja zakłóceń 80:1 dla precyzyjnej obsługi palcami
- do 250 odczytów na sekundę
- pobór prądu w czasie pracy <1.8mW
- tryb uśpienia 7.5 mikro watta
- grubość panelu w zależności od przeznaczenia: do 3mm dla szklanego i 1.5mm dla plastiku

## Podzespoły

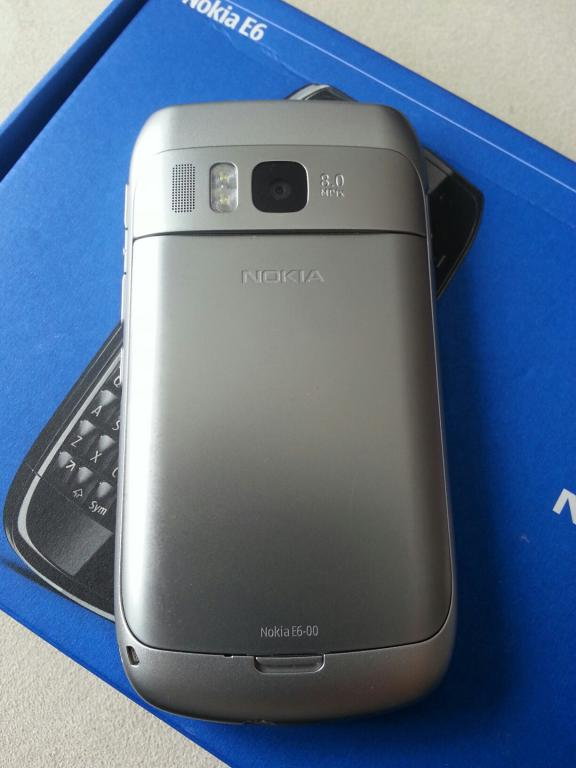
Tył smartfonu

### Zakresy częstotliwości
- GSM 850, 900, 1800, 1900
- WCDMA Band I (2100), Band II (1900), Band IV (1700/2100), Band V (850), Band VIII (900)

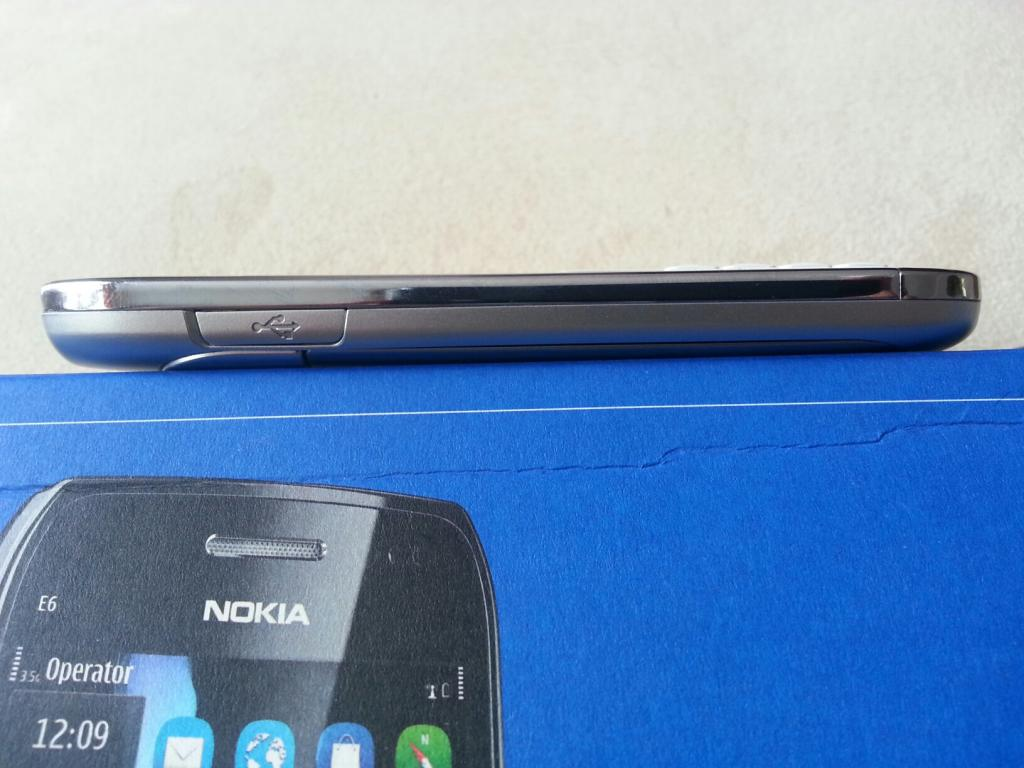
Lewy bok smartfonu

### Transmisja danych bezprzewodowych
- Dual Transfer Mode
- GPRS Class B multislot 33
- EDGE Class B multislot 33
- EGPRS
- HSDPA Cat9 10.2 Mbps
- HSUPA Cat5 2.0 Mbps
- WCDMA
- WLAN IEEE 802.11 b/g/n
- Bluetooth 3.0

### Procesor główny
- Pojedynczy CPU
- Rodzina ARM 11
- OMAP 2420
- Taktowanie zegara 680 MHz

### Procesor graficzny
- Pojedynczy GPU
- Broadcom BCM2727
- Taktowanie zegara 200 MHz
- obsługa grafiki 2D/3D OpenVG1.1 i OpenGL ES 2.0
- Pamięć dedykowana SDRAM: 32 MB
- Architektura 65 nm

### Dodatkowe funkcje
- 2 mikrofony
- Czujnik przyspieszenia
- Czujnik jasności oświetlenia
- Czujnik magnetyczny (kompas)
- Czujnik zbliżeniowy
- Wyjście Composite TV
- Dioda powiadomień
- Diody doświetlające (mogą być użyte jako latarka poprzez przytrzymanie suwaka blokady)
- HD Voice
- Tryb samolotowy
- FOTA Aktualizacje poprzez sieć bezprzewodową (Firmware over the Air)
- FOTI Aktualizacje poprzez Internet (Firmware over the Internet)

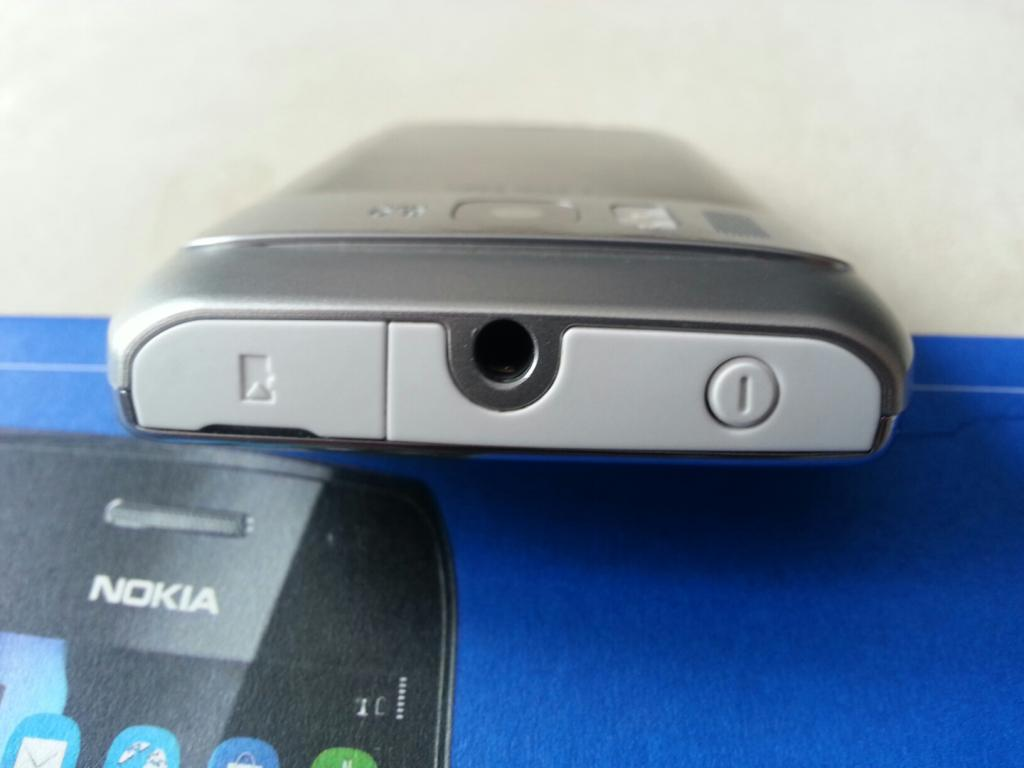
Góra smartfonu

- Web TV
- Nokia Here
- Nokia Music
- Nokia Store
- Tematy

### Metody pozycjonowania
- GPSCost4.1
- GPS5350 (NL5350), Texas Instruments, ROM v. 4.1, rozmiar 25 mm², architektura 90 nm, wymaga 11 dodatkowych komponentów
- A-GPS
- CellID
- Pozycjonowanie WiFi
- Przyspieszenie sprzętowe modułu GPS jest ustanowione wyżej niż inne urządzenia z ^3

### Aparat fotograficzny (główny)
- Rozdzielczość: 3264 x 2448 pixeli
- Sensor CMOS: 8.0 Megapixeli
- 16:9 - 8 Mpx, 4:3 - 6 Mpx
- Zoom cyfrowy: 2x
- przesłona: f/2.8
- EDOF
- Zakres ostrości: od 50 cm do nieskończoności
- Dual-LED Flash
- Format zdjęć: JPEG/Exif
- Detekcja twarzy
- Geotagging
- Redukcja efektu czerwonych oczu
- Samowyzwalacz
- Auto Ekspozycja
- Kompensacja ekspozycji
- Full Focus
- Full Screen Viewfinder
- Edytor obrazów nieruchomych
- Nokia City Lens
- wideo
- Rozdzielczość nagrania wideo: 1280 x 720 pixeli
- Nagrywanie wideo 30 FPS
- Zoom cyfrowy wideo: 3x
- Format wideo: H.263, H.264/AVC, MPEG-4
- Stabilizacja wideo
- Doświetlanie wideo
- Streaming wideo
- Udostępnianie wideo
- Wideo rozmowy
- Edytor wideo

### Aparat fotograficzny (drugi)
- Rozdzielczość: 640×480 pixeli
- Sensor CMOS: VGA
- przesłona: f/2.8
- Format zdjęć: JPEG

- Rozdzielczość nagrania wideo: 176×144 pixeli
- Nagrywanie wideo 15 FPS
- Format wideo: H.263
- Wideo rozmowy

### Multimedia
- Obsługiwane formaty wideo: 3GPP formats (H.263), ASF, AVI, Flash Video, H.264/AVC, Matroska, MPEG-4, RealVideo 10, Sorenson Spark, VC-1, VP6, WMV 9,
- Odtwarzanie wideo: 30 FPS
- Obsługiwane formaty grafiki: BMP, EXIF, GIF87a, GIF89a, JPEG, JPEG 2000, MBM, OTA, PNG, TIFF, WBMP, WMF
- Dolby Headphone
- Stereo FM RDS Radio
- Bluetooth Stereo
- Audio Equalizer
- nagrywanie audio
- Streaming audio
- Handsfree głośnik mono
- Wzmacniacz głośnikowy: LM48512
- Wzmacniacz słuchawkowy: TPA6140
- Loudness
- Poszerzenie Stereo
- Obsługiwane fromaty audio: AAC, AMR-NB, AMR-WB, HE-AAC v1, HE-AAC v2, MIDI, MIDI Tones (poly 64), Mobile XMF, MP3, RealAudio 10, SP-MIDI, True tones, WAV, WMA

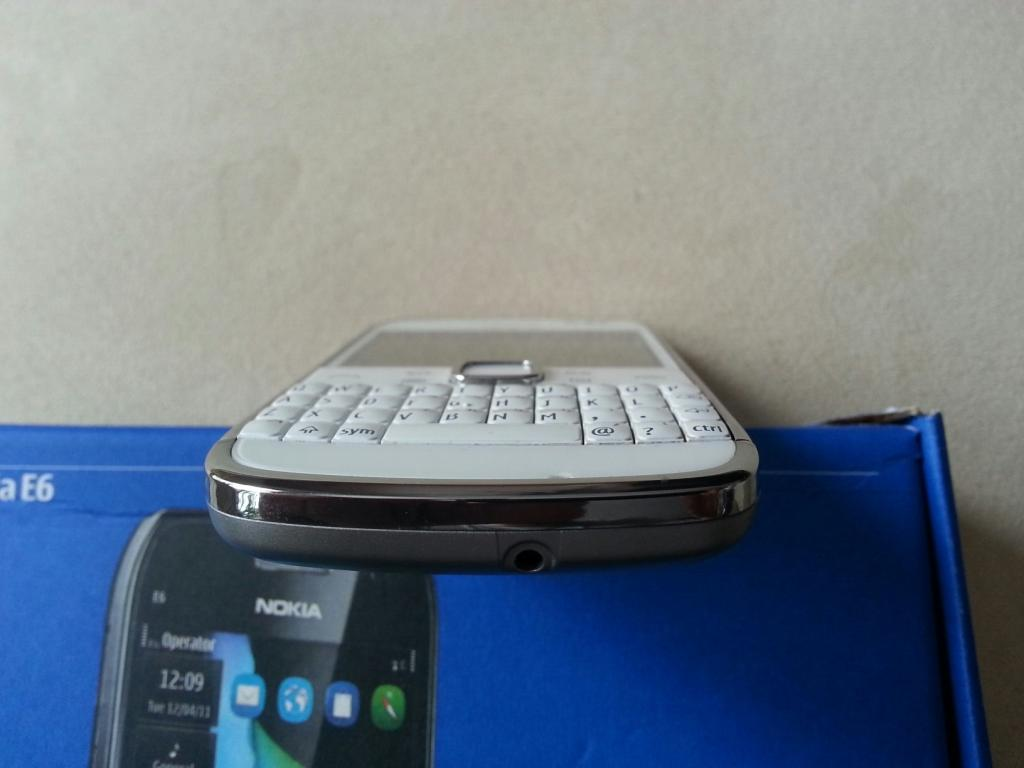
Dół Nokii E6

- Kodeki mowy: EFR, GSM FR, GSM HR
- Wideo dzwonki

### Pamięć
- Pamięć użytkownika: 350 MB
- Pamięć wewnętrzna urządzenia: 8 GB
- Karty pamięci SDHC do 32 GB
- Pamięć ROM: 1 GB
- Pamięć RAM: 256 MB
- Pamięć graficzna: 32 MB
- Skydrive: 7-25 GB
- Pamięć masowa Samsung
- Heap Size: nielimitowane
- JAR Size: nielimitowane

### Łączność lokalna
- Micro USB
- Nokia AudioVideo 3.5mm
- DLNA Certification
- Bluetooth 3.0
- UPnP
- Bluetooth Stereo Audio
- PictBridge pozwalający na bezpośrednie drukowanie zdjęć ze smartfona
- MTP (Multimedia Transfer Protocol)
- Nokia Adapter Cable for USB OTG CA-157Connector
- Nokia Connectivity Cable CA-179
- USB 2.0 High-Speed
- USB Mass Storage
- USB On-The-Go 1.3
- Wi-Fi

### Zasilanie
- Ładowanie poprzez USB
- Zielona dioda sygnalizująca stan baterii
- Bateria: BL-4D Li-Ion
- Napięcie natywne: 3,7 V
- Pojemność standardowej baterii: 1500 mAh
- Czas czuwania GSM: do 28.5 dni (684 godzin)
- Czas czuwania WCDMA: do 31 dni (744 godzin)
- Czas rozmowy GSM: do 14,8 godzin
- Czas rozmowy WCDMA: do 7,5 godzin
- Czas odtwarzania muzyki: do 75 godzin
- Pobór prądu w czasie rozmowy: 680 mWat
- Pobór prądu w stanie czuwania 10 mW

### ProfileBluetooth
- A2DP
- AVRCP 1.0
- BIP
- DUN
- FTP
- GAP
- GOEP
- HFP
- HSP
- OPP
- PBAP 1.0
- SAP
- SDP
- SPP 1.0

### WLAN
- 802.11b/g/n
- WEP
- WPA
- WPA2 (AES/TKIP)
- EAP-AKA
- EAP-SIM
- PEAP-MSCHAPv2

## Oprogramowanie

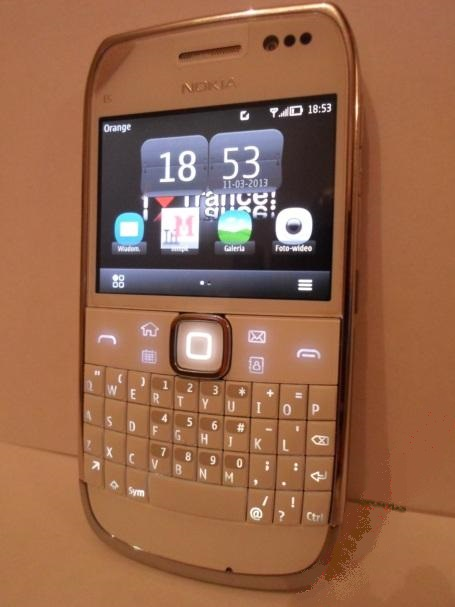
Nokia E6-00 z Nokia Belle Refresh

### Udostępnianie
- Bluetooth
- Email
- Facebook
- MMS
- Twitter

### Wiadomości
- IM, MMS+SMIL, SMS
- Funkcje: OMA Multimedia Messaging Service v1.3
- Email: Lotus Notes Traveller, Mail for Exchange, Nokia Messaging 3.1, OMA E-mail Notification v1.0, Ovi Mail
- Protokoły Email: IMAP4, POP3, SMTP
- Formaty dokumentów: Excel, PDF, Powerpoint, Word, Zip, Rar,

### Przeglądarka
- UAProfile Link: Profile
- Wersja: 7,4
- Szczegóły: CSS, HTML 4.1, HTML over TCP/IP, Javascript 1.8, OSS Browser, WAP 2.0, XHTML over TCP/IP, XML
- Technologia Flash: Flash Lite 4.0 + video
- Web Runtime 7.4

### Współczynnik SAR(10g)
- SAR EU (głowa) 	0.56 W/kg
- SAR US (głowa) 	1.25 W/kg
- SAR US (ciało) 	1.14 W/kg

### Zarządzanie urządzeniemOMA
- OMA Client Provisioning v1.1
- OMA Device Management v1.1.2

### Synchronizacja
- ActiveSync
- OMA Data Synchronization v1.2
- SyncML

### Digital Rights Management
- OMA DRM Forward Lock
- OMA DRM v1.0, v2.0
- Windows Media DRM 10

### Metody dostarczaniaDRM
- HTTP Download
- MMS
- OMA Download v1.0

### Personalizacja
- Do sześciu wirtualnych pulpitów, Menu, Widgety, Tematy, Skróty, Ikony, Profile
- Dzwonki: MP3, AAC, eAAC, eAAC+, WMA, AMR-NB, AMR-WB
- Tematy: Tapety, Wygaszacze, Tematy audio, Pre-instalowane tematy